# Contracorriente (album)
Contracorriente è il primo album in studio della cantante e attrice messicana Eiza, pubblicato nel 2009 dall'etichetta discografica EMI Televisa Music.

## Descrizione
L'album viene annunciato per la prima volta tramite il profilo Myspace della cantante. Precedentemente la González aveva firmato un contratto per tre album con la EMI Televisa Music dopo il successo della serie Lola, érase una vez. Il disco era stato annunciato per gli inizi di settembre del 2009 ma la sua data di uscita era stata posticipata. In un'intervista dell'agosto dello stesso anno, la cantante ha dichiarato che le canzoni saranno diverse da quelle cantate per la telenovela.
Il disco è stato registrato tra il 2008 e l'inizio del 2009 a Los Angeles, Texas e Città del Messico. Il primo singolo estratto è stato Mi destino soy yo, in commercio dal 20 agosto 2009.
È stato pubblicato il 17 novembre 2009 in Messico e il 26 gennaio 2010 negli Stati Uniti con la produzione di Carlos Lara, Armando Ávila, Salvador Rizo e Rafael Esparza e la collaborazione del duo Jesse & Joy e la cantante Shaila Dúrcal  Contiene 12 brani inediti.
Agli inizi del 2010 è stata annunciata la pubblicazione di un nuovo singolo estratto dall'album, la traccia numero 5, Perdiéndolo todo, ma a causa dell'inizio delle registrazione di Sueña conmigo, di cui Eiza è protagonista, non è stato pubblicato.

## Tracce
1. Impredecible – 3:31 (testo: Rafael Esparza-Ruiz, Ángela Dávalos, Jonny Mead – musica: Armando Ávila)
2. ¿Y cómo fue? – 3:43 (testo: Rafael Esparza-Ruiz, Francesco Sondelli, Ximena Muñoz – musica: Armando Ávila)
3. Todavía – 4:03 (testo: Carlos Lara – musica: Carlos Lara)
4. Mi destino soy yo – 3:15 (testo: Rafael Esparza-Ruiz, Salvador Rizo, Luigie González – musica: Rafael Esparza-Ruiz, Luigie González)
5. Perdiéndolo todo – 3:38 (testo: Armando Ávila, Shaila Dúrcal, Ana Ruiz – musica: Armando Ávila)
6. Dilo de una vez (Roundabout) – 3:39 (testo: Peter-John Vettese, Jill Jackson, Carlos Lara – musica: Carlos Lara)
7. Caminaré – 3:29 (testo: Armando Avila, Jesse & Joy – musica: Armando Avila)
8. La vida es un blues – 3:52 (testo: Carlos Lara, Max Di Carlo – musica: Carlos Lara)
9. Quiéreme bien – 4:16 (testo: Ángela Dávalos, Alonso Mercado – musica: Carlos Lara)
10. Lo que ahora soy – 3:31 (testo: Armando Avila, Francisco Oroz, Rotger Rosas – musica: Armando Ávila)
11. Dulce apariencia – 3:32 (testo: J. Eduardo Murguía, Mauricio L. Arriaga – musica: Carlos Lara)
12. Dentro – 3:44 (testo: Carlos Lara – musica: Carlos Lara)

Durata totale: 44:13